# 21. ADAC Rallye Deutschland
Resultados do 21. ADAC Rallye Deutschland.

## Classificação Final
| Pos | N.º  | Piloto Co-piloto                       | Nacionalidade                 | Carro                                                 | Tempo               |
| --- | ---- | -------------------------------------- | ----------------------------- | ----------------------------------------------------- | ------------------- |
| 1   | 21   | Sébastien Loeb Daniel Elena            | França · Mónaco               | Citroën Xsara WRC Automobiles Citroën                 | 3:47.17,3 0         |
| 2   | 1 M  | Richard Burns Robert Reid              | Reino Unido · Reino Unido     | Peugeot 206 WRC Peugeot Total                         | 3:47.31,6 14,3      |
| 3   | 2 M  | Marcus Grönholm Timo Rautiainen        | Finlândia · Finlândia         | Peugeot 206 WRC Peugeot Total                         | 3:48.36,4 1.19,1    |
| 4   | 5 M  | Colin McRae Nicky Grist                | Reino Unido · Reino Unido     | Ford Focus WRC Ford Motor Co                          | 3:51.02,6 3.45,3    |
| 5   | 27   | Bruno Thiry Stéphane Prévot            | Bélgica · Bélgica             | Peugeot 206 WRC Peugeot Bastos Racing Team            | 3:52.36,1 5.18,8    |
| 6   | 6 M  | Markko Märtin Michael Park             | Estónia · Reino Unido         | Ford Focus WRC Ford Motor Co                          | 3:52.50,3 5.33,0    |
| 7   | 10 M | Tommi Mäkinen Kaj Lindström            | Finlândia · Finlândia         | Subaru Impreza WRC 555 Subaru World Rally Team        | 3:52.56,5 5.39,2    |
| 8   | 4 M  | Carlos Sainz Luís Moya                 | Espanha · Espanha             | Ford Focus WRC Ford Motor Co                          | 3:53.34,3 6.17,0    |
| 9   | 7 M  | François Delecour Daniel Grataloup     | França · França               | Mitsubishi Lancer WRC Marlboro Mitsubishi Ralliart    | 3:53.53,2 6.35,9    |
| 10  | 14 M | Kenneth Eriksson Tina Thörner          | Suécia · Suécia               | Škoda Octavia WRC Škoda Motorsport                    | 4:00.51,5 13.34,2   |
| 11  | 102  | Cédric Robert Gérald Bedon             | França · França               | Peugeot 206 XS S1600                                  | 4:09.26,6 22.09,3   |
| 12  | 65 J | Daniel Solà Alex Romaní                | Espanha · Espanha             | Citroën Saxo VTS S1600                                | 4:10.39,6 23.22,3   |
| 13  | 114  | Hermann Gaßner Sebastian Gaßner        | Alemanha · Alemanha           | Mitsubishi Carisma GT Evo 7 Kathrein-Renn Rallye Team | 4:11.20,9 24.03,6   |
| 14  | 101  | Simon Jean-Joseph Jack Boyère          | França · França               | Renault Clio S1600                                    | 4:12.30,8 25.13,5   |
| 15  | 51 J | Andrea Dallavilla Giovanni Bernacchini | Itália · Itália               | Citroën Saxo VTS S1600                                | 4:13.27,0 26.09,7   |
| 16  | 115  | Kristian Sohlberg Arto Kapanen         | Finlândia · Finlândia         | Mitsubishi Lancer Evo 7                               | 4:13.36,3 26.19,0   |
| 17  | 68 J | Niki Schelle Tanja Geilhausen          | Alemanha · Alemanha           | Suzuki Ignis S1600                                    | 4:14.12,8 26.55,5   |
| 18  | 66 J | Mirco Baldacci Maurizio Barone         | San Marino · Itália           | Citroën Saxo VTS S1600                                | 4:16.01,0 28.43,7   |
| 19  | 63 J | Martin Rowe Chris Wood                 | Reino Unido · Reino Unido     | Ford Puma S1600                                       | 4:17.27,4 30.10,1   |
| 20  | 69 J | Kosti Katajamäki Jakke Honkanen        | Finlândia · Finlândia         | Volkswagen Polo S1600                                 | 4:18.59,6 31.42,3   |
| 21  | 53 J | Giandomenico Basso Luigi Pirollo       | Itália · Itália               | Fiat Punto S1600                                      | 4:19.23,0 32.05,7   |
| 22  | 105  | Tibor Cserhalmi Karol Bodnár           | Eslováquia · Eslováquia       | Škoda Octavia WRC                                     | 4:22.50,7 35.33,4   |
| 23  | 58 J | Christian Chemin Simone Scattolin      | Itália · Itália               | Fiat Punto S1600                                      | 4:23.48,3 36.31,0   |
| 24  | 117  | Sandro Wallenwein Pauli Zeitlhofer     | Alemanha · Áustria            | Mitsubishi Lancer Evo 6 ADAC Württemberg              | 4:23.48,4 36.31,1   |
| 25  | 124  | Bob Colsoul Tom Colsoul                | Bélgica · Bélgica             | Mitsubishi Lancer Evo 7                               | 4:26.00,2 38.42,9   |
| 26  | 121  | Henk Vossen Johan Findhammer           | Países Baixos · Países Baixos | Mitsubishi Lancer Evo 6                               | 4:26.26,1 39.08,8   |
| 27  | 122  | Dark Liebehenschel Stefan Hafner       | Alemanha · Alemanha           | Subaru Impreza WRX STI                                | 4:26.49,7 39.32,4   |
| 28  | 128  | Horst Rotter Volker Schmidt            | Alemanha · Alemanha           | Opel Astra GSI 16V Automobilclub Schlitz 1970         | 4:30.16,5 42.59,2   |
| 29  | 118  | Riccardo Errani Stefano Casadio        | Itália · Itália               | Subaru Impreza WRX                                    | 4:32.42,1 45.24,8   |
| 30  | 131  | Niklas Birr Michael Schwendy           | Alemanha · Alemanha           | Citroën Saxo VTS ADAC Niedersachsen/Sachsen-Anhalt    | 4:36.16,4 48.59,1   |
| 31  | 132  | Ronny Amm René Tonn                    | Alemanha · Alemanha           | Citroën Saxo VTS ADAC Hessen Thüringen                | 4:40.33,0 53.15,7   |
| 32  | 112  | Jan de Winkel Radboud van Hoek         | Países Baixos · Países Baixos | Volkswagen Golf Kit Car                               | 4:41.21,8 54.04,5   |
| 33  | 127  | Frank Höhner Fritz-Walter Vohl         | Alemanha · Alemanha           | Honda Civic                                           | 4:42.20,0 55.02,7   |
| 34  | 141  | Michael Kahlfuß Ronald Bauer           | Alemanha · Alemanha           | Mitsubishi Lancer Evo                                 | 4:43.20,0 56.02,7   |
| 35  | 129  | Wolf-Dieter Ihle Frank Oschmann        | Alemanha · Alemanha           | Peugeot 306 S16 MSC Stuttgart                         | 4:43.21,6 56.04,3   |
| 36  | 75 J | Kazuhiko Niwa Tatsuya Ideue            | Japão · Japão                 | Suzuki Ignis S1600                                    | 4:44.22,9 57.05,6   |
| 37  | 137  | Lars Mysliwietz Jörg Bastuck           | Alemanha · Alemanha           | Honda Civic VTI ADAC Saarland                         | 4:47.15,1 59.57,8   |
| 38  | 143  | Christian Senz Jan Enderle             | Alemanha · Alemanha           | Volkswagen Polo GTI                                   | 4:50.36,8 1:03.19,5 |
| 39  | 142  | Matthias Prillwitz Andreas Leue        | Alemanha · Alemanha           | Volkswagen Polo GTI Ruppiner Rennsport-Gemeinschaft   | 4:58.25,0 1:11.07,7 |
| 40  | 135  | Sebastian Vollak Hans-Joachim Grimberg | Alemanha · Alemanha           | Volkswagen Polo GTI                                   | 4:59.52,6 1:12.35,3 |
| 41  | 139  | Muneyoshi Shibagaki Koji Wakuta        | Japão · Japão                 | Mitsubishi Lancer Evo 6                               | 5:08.36,3 1:21.19,0 |
| 42  | 145  | Rainer Holzborn Marcel Holzborn        | Alemanha · Alemanha           | Renault Clio Williams                                 | 5:31.25,9 1:44.18,6 |

## Abandonos
| SS  | N.º  | Piloto Co-piloto                     | Nacionalidade                 | Carro                                              | Classe       |                |
| --- | ---- | ------------------------------------ | ----------------------------- | -------------------------------------------------- | ------------ | -------------- |
| R19 | 3 M  | Harri Rovanperä Voitto Silander      | Finlândia · Finlândia         | Peugeot 206 WRC Peugeot Total                      | Suspension → |                |
| R5  | 8 M  | Alister McRae David Senior           | Reino Unido · Reino Unido     | Mitsubishi Lancer WRC Marlboro Mitsubishi Ralliart | Motor        |                |
| R11 | 11 M | Petter Solberg Phil Mills            | Noruega · Reino Unido         | Subaru Impreza WRC 555 Subaru World Rally Team     | Acidente     |                |
| R9  | 12 M | Achim Mörtl Klaus Wicha              | Áustria · Alemanha            | Subaru Impreza WRC 555 Subaru World Rally Team     | Acidente     |                |
| R15 | 15 M | Toni Gardemeister Paavo Lukander     | Finlândia · Finlândia         | Škoda Octavia WRC Škoda Motorsport                 |              |                |
| R3  | 16 M | Matthias Kahle Peter Göbel           | Alemanha · Alemanha           | Škoda Octavia WRC Škoda Motorsport                 | Motor        |                |
| R10 | 17 M | Armin Schwarz Manfred Hiemer         | Alemanha · Alemanha           | Hyundai Accent WRC Hyundai Castrol W.R.T.          | Acidente     |                |
| R9  | 18 M | Freddy Loix Sven Smeets              | Bélgica · Bélgica             | Hyundai Accent WRC Hyundai Castrol W.R.T.          | A 8          | Motor          |
| R3  | 20   | Jesús Puras Marc Martí               | Espanha · Espanha             | Citroën Xsara WRC Automobiles Citroën              | Eléctrico    |                |
| R10 | 22   | Philippe Bugalski Jean-Paul Chiaroni | França · França               | Citroën Xsara WRC Automobiles Citroën              | A 8          | Motor          |
| R17 | 25   | Armin Kremer Dieter Schneppenheim    | Alemanha · Alemanha           | Ford Focus WRC                                     | Acidente     |                |
| R5  | 26   | Toshi Arai Tony Sircombe             | Japão · Nova Zelândia         | Subaru Impreza WRC 555 Subaru World Rally Team     | A 8          | Caixa de velo. |
| R18 | 33   | Rocco Theunissen Lilly Genten        | Países Baixos · Bélgica       | Toyota Corolla WRC Ecurie Duindistel               | Mecânica     |                |
| R14 | 52 J | Niall McShea Michael Orr             | Reino Unido · Reino Unido     | Opel Corsa S1600                                   | A 6          | Acidente       |
| R4  | 54 J | Martin Stenshorne Clive Jenkins      | Noruega · Reino Unido         | Opel Corsa S1600                                   | Mecânica     |                |
| R21 | 55 J | François Duval Jean-Marc Fortin      | Bélgica · Bélgica             | Ford Puma S1600                                    | A 6          | Motor          |
| R14 | 56 J | Jussi Välimäki Tero Gardemeister     | Finlândia · Finlândia         | Citroën Saxo VTS S1600                             | Mecânica     |                |
| R9  | 59 J | Juha Kangas Jani Laaksonen           | Finlândia · Finlândia         | Suzuki Ignis S1600                                 | A 6          | Acidente       |
| R13 | 60 J | Nicola Caldani Dario D'Esposito      | Itália · Itália               | Fiat Punto S1600                                   | Eléctrico    |                |
| R1  | 61 J | Gwyndaf Evans Chris Patterson        | Reino Unido · Reino Unido     | MG ZR S1600                                        | A 6          | Mecânica       |
| R17 | 62 J | Janne Tuohino Petri Vihavainen       | Finlândia · Finlândia         | Citroën Saxo VTS S1600                             | Mecânica     |                |
| R4  | 64 J | Gigi Galli Guido D'Amore             | Itália · Itália               | Fiat Punto S1600                                   | A 6          | Travões        |
| R12 | 67 J | Daniel Carlsson Mattias Andersson    | Suécia · Suécia               | Ford Puma S1600                                    | Mecânica     |                |
| R10 | 70 J | Sven Haaf Michael Kölbach            | Alemanha · Alemanha           | Citroën Saxo VTS S1600                             | A 6          | Motor          |
| R2  | 71 J | David Doppelreiter Ola Fløene        | Áustria · Noruega             | Peugeot 206 XS S1600                               | Mecânica     |                |
| R16 | 73 J | Albert Llovera Marc Corral           | Andorra · Espanha             | Fiat Punto S1600                                   | A 6          | Mecânica       |
| R14 | 76 J | Alexander Foss Cato Menkerud         | Noruega · Noruega             | Ford Puma S1600                                    | Mecânica     |                |
| R21 | 78 J | Roger Feghali Nicola Arena           | Líbano · Itália               | Ford Puma S1600                                    | A 6          | Mecânica       |
| R13 | 103  | Erik Wevers Michiel Poel             | Países Baixos · Países Baixos | Toyota Corolla WRC                                 | Acidente     |                |
| R15 | 104  | Peter Bijvelds Piet Bijvelds         | Países Baixos · Países Baixos | Mitsubishi Lancer Evo 6                            | A 8          | Mecânica       |
| R5  | 106  | Jan Kopecký Filip Schovánek          | Chéquia · Chéquia             | Toyota Corolla WRC Matador Czech National Team     | Acidente     |                |
| R9  | 107  | Carsten Mohe Lutz Uhlig              | Alemanha · Alemanha           | Renault Clio S1600                                 | A 6          | Mecânica       |
| R5  | 110  | Guy Wilks Roger Herron               | Reino Unido · Reino Unido     | Ford Puma S1600                                    | Mecânica     |                |
| R11 | 113  | Martin Möckl Marcus Poschner         | Alemanha · Alemanha           | Škoda Octavia Kit Car Škoda Auto Deutschland       | A 7          | Acidente       |
| R11 | 116  | Pieter Tsjoen Dany Colebunders       | Bélgica · Bélgica             | Mitsubishi Lancer Evo 7                            | Acidente     |                |
| R3  | 119  | Anton Werner Peter Kroll             | Alemanha · Alemanha           | Mitsubishi Lancer Evo 6 MCM Metten                 | A 8          | Mecânica       |
| R19 | 120  | Marcus Hesse Uwe Kunze               | Alemanha · Alemanha           | Mitsubishi Carisma GT Evo 5 ASC Melsungen          | Mecânica     |                |
| R14 | 123  | Frank Färber Thomas Schünemann       | Alemanha · Alemanha           | Mitsubishi Carisma GT Evo 6                        | N 4          | Mecânica       |
| R6  | 125  | Maximilian Stoschek Manfred Klemme   | Alemanha · Alemanha           | Mitsubishi Lancer Evo 6 Brose Motor Sport          | Mecânica     |                |
| R17 | 126  | Peter Corazza Mandy Querengässer     | Alemanha · Alemanha           | Honda Civic Type-R MC Hartenstein                  | N 3          | Mecânica       |
| R3  | 130  | Holger Knöbel Andreas Schwalié       | Alemanha · Alemanha           | Volkswagen Polo 16V                                | Acidente     |                |
| R2  | 134  | Rainer Jostes Jens Söbke             | Alemanha · Alemanha           | Citroën Saxo VTS MSF Warstein                      | N 3          | Mecânica       |
| R2  | 136  | Bernard Servais Arnaud Smets         | Bélgica · Bélgica             | Volkswagen Polo GTI Volkswagen Racing              | Mecânica     |                |
| R5  | 138  | Joachim Burgard Rolf Schneider       | Alemanha · Alemanha           | Volkswagen Polo GTI                                | N 3          | Mecânica       |